# Landscapes
Landscapes war eine 2008 gegründete Melodic-Hardcore-Band aus Somerset.

## Geschichte

### Anfänge,ReminiscenceundLife Gone Wrong
Landscapes wurden 2008 von Sänger Shaun Milton, den beiden Gitarristen Martin Hutton und Kai Sheldon, sowie aus Bassist Nick Willcox und Schlagzeuger Jordan „Jordi“ Urch in Somerset im Vereinigten Königreich gegründet. Zwischenzeitlich wurde Willcox durch Tom Diamond Poulton am Bass ersetzt.
Im Mai 2010 erfolgte die Veröffentlichung der EP Reminiscence über Broken Night Records. Das Debütalbum Life Gone Wrong erschien im Juli 2012 zunächst über City of Gold Records; es ist nicht mehr erhältlich. Eine Neuauflage des Albums erfolgte im September 2013 über Pure Noise Records.
Am 4. August 2012 spielte die Gruppe auf dem Hevy Music Festival in Kent, wo die Band auf der Red Bull Bedroom Jam Stage zu sehen war. Am gleichen Tag spielten auch Eisberg und Brutality Will Prevail. Der Auftritt auf dem Hevy Music Festival war ein Teil der Europatournee der Bands The Carrier und All Teeth, in welcher Landscapes als Vorgruppe auftrat. Die Tour führte durch Deutschland, die Niederlande, Österreich, Belgien, Italien und das Vereinigte Königreich.
Zwischen dem 18. und 23. Februar 2013 spielte Landscapes im Rahmen der Rock Sound Impericon Exposure Tour als Vorband für Stray from the Path und The Ghost Inside. Die Konzertreise umfasste sechs Auftritte im Vereinigten Königreich. Vom 9. bis 20. September 2013 spielte Landscapes mit In Hearts Wake eine Support-Europatour für The Amity Affliction. Die Konzerte fanden in Deutschland, Belgien, Frankreich, Österreich, und im Vereinigten Königreich statt. Ende Januar 2014 war die Band als Support für Defeater zu sehen. Dabei spielte die Gruppe lediglich die Shows in Deutschland, Italien, Polen, Ungarn, den Niederlanden, Belgien und der Schweiz. Auf dieser Tournee spielten außerdem Caspian, More Than Life und Goodtime Boys. More Than Life spielten allerdings nur im Vereinigten Königreich. Vor dieser Tournee spielte Landscapes vier Headliner-Shows in Deutschland. Diese fanden in Dresden, Bielefeld, Frankfurt am Main und Göttingen statt.
Am 10. März 2014 spielte die Gruppe als Vorband für Architects für deren Album-Veröffentlichungsparty für Lost Forever // Lost Together in Brighton. Auf dieser Show spielten auch Northlane und Stray from the Path. Die Gruppe wurde im Mai 2014 als einer von mehreren Vorgruppen für Deez Nuts bestätigt. Landscapes sollten zwischen dem 16. und 23. August 2014 sieben Konzerte mit der australischen Band in Deutschland und in der Schweiz absolvieren. Allerdings musste die Band diese Auftritte absagen, da Sänger Shaun Milton seit längerer Zeit an einer Laryngitis laborierte. Am 30. August 2014 gab die Band bekannt, sich ins Studio begeben zu haben, um an ihrem zweiten Studioalbum zu arbeiten.
Zwischen dem 13. und 23. November 2014 war die Gruppe als Vorband für Trophy Eyes erstmals in Australien zu sehen. Vom 6. bis 25. April 2015 tourte die Band mit The Tidal Sleep durch mehrere Staaten in Europa. Im August folgte eine zweite Tournee durch mehrere Staaten Europas, darunter in der Schweiz, Österreich und in Belgien, welche von Break Even und Endless Heights begleitet wird.

### Modern Earthund Auflösung
Nachdem es mehrere Monate lang ruhig um die Gruppe geworden war, wurde am 9. Februar 2016 das zweite Album, welches den Titel Modern Earth trägt, für den 8. April 2016 angekündigt. Zudem wurde mit Neighbourhood ein erstes neues Stück veröffentlicht. Das Album wurde in den Panda Studios in Fremont, Kalifornien mit Produzent Sam Pura aufgenommen, während Neil Kennedy im Ranch Production House in Southampton das Mastering übernahm. Das Album wurde schließlich am 8. April 2016 weltweit veröffentlicht.
Vom 4. bis 20. Mai 2016 tourte die Gruppe mit Capsize durch Europa. Nachdem es im Jahr 2017 ruhig um die Band geworden war, sämtliche Internet-Präsenzen abgeschaltet und ein verdächtiger Status auf Twitter veröffentlicht wurde, bestätigte ein Musiker der Gruppe im Januar 2018, dass Landscapes nicht mehr aktiv ist.

## Stil
Sebastian Berning von Powermetal.de beschreibt die Musik von Landscapes als „düsteren und melodiösen Hardcore“ und ordnet die Band zu Gruppen wie Dead Swans, More Than Life, The Carrier und Killing the Dream. Die Songs klingen, so Berning, „schön verzweifelt, düster und traurig“. Dennoch ist die Musik melodisch und abwechslungsreich. Patrick Siegmann, Redakteur bei Stageload, meint, dass Landscapes nicht durch Riffs hervorstechen, sondern durch ihre Emotion. Das britische Magazin Rock Sound ist der Meinung, dass Landscapes die Harmonie zwischen Aggressivität und Emotion gefunden habe. Der Kritiker vergleicht den Sound der Gruppe mit Gruppen aus dem Post-Rock-Genre. In einem Interview verriet Milton, dass die Texte der Gruppe auf einer sehr persönlichen Basis verfasst wurden.

## Diskografie

### EPs
- 2010: Reminiscence (Broken Night)

### Alben
- 2012: Life Gone Wrong (City of Gold, 2013 über Pure Noise neu aufgelegt)
- 2016: Modern Earth (Pure Noise Records)